# Lawendowe małżeństwo
Lawendowe małżeństwo – termin określający małżeństwa kobiet i mężczyzn, w których jeden lub oboje partnerzy są homoseksualistami, ewentualnie mają orientację biseksualną.
Wyspecjalizowany przypadek małżeństwa, zawierany przez pary np. ze względów prawnych dotyczących dziedziczenia lub imigracyjnych. Termin „lawendowe małżeństwo” pochodzi z początku XX wieku i jest używany prawie wyłącznie do scharakteryzowania niektórych małżeństw osób publicznych, zawartych w pierwszej połowie XX wieku. W tym czasie nastawienie opinii publicznej wobec homoseksualizmu uniemożliwiało osobie LGBT rozpoczęcie kariery zawodowej w przemyśle filmowym.
Nazwa nawiązuje do fioletowej lawendy, którą jako swój znak rozpoznawczy w wiktoriańskiej Anglii nosiły w formie bukiecików kobiety homoseksualne.